# Bodzianske Lúky
Bodzianske Lúky (Hongaars:Bogyarét) is een Slowaakse gemeente in de regio Nitra, en maakt deel uit van het district Komárno.
Bodzianske Lúky telt 223 inwoners.